# 天野屋利兵衛
天野屋 利兵衛 （あまのや りへえ、寛文元年（1661年） - 享保18年8月6日（1733年9月13日））は、江戸時代の大坂の商人（廻船問屋）。大坂の北組惣年寄を務めた。名は直之（なおゆき）。
赤穂事件を題材にした「忠臣蔵」の物語において、赤穂浪士の吉良邸討ち入りを支援をした「義商」として知られているが、実在の天野屋利兵衛は赤穂藩や浪士と関係のない人物である。本項では『仮名手本忠臣蔵』の登場人物である天川屋儀兵衛（天河屋義平、あまがわやぎへえ/ぎへい）や、実在の天野屋利兵衛と重ねあわされた「義商」のイメージについても解説する。

## 実在の天野屋利兵衛の経歴
利兵衛は、元禄時代に熊本藩細川家と岡山藩池田家の大坂屋敷に出入りしていた大坂の商人（廻船問屋）である。天野屋は思案橋（現在の大手橋）付近に間口28m、奥行25mの角屋敷を構える大店であった。元禄3年（1690年）の『平野町宗旨改帳』によれば北組惣年寄となっている。また元禄7年（1694年）には天野屋の通しの称である九郎兵衛を襲名しており、これ以降は天野屋九郎兵衛になった。元禄8年（1695年）になると遠慮を申し渡されており、このときに惣年寄も解任されたと思われる。のちに松永土斎と称した。
享保18年（1733年）8月6日に死去した。享年73。京都の昆陽山地蔵院（椿寺）に墓がある。

## 創作の「義商天野屋利兵衛」と赤穂事件

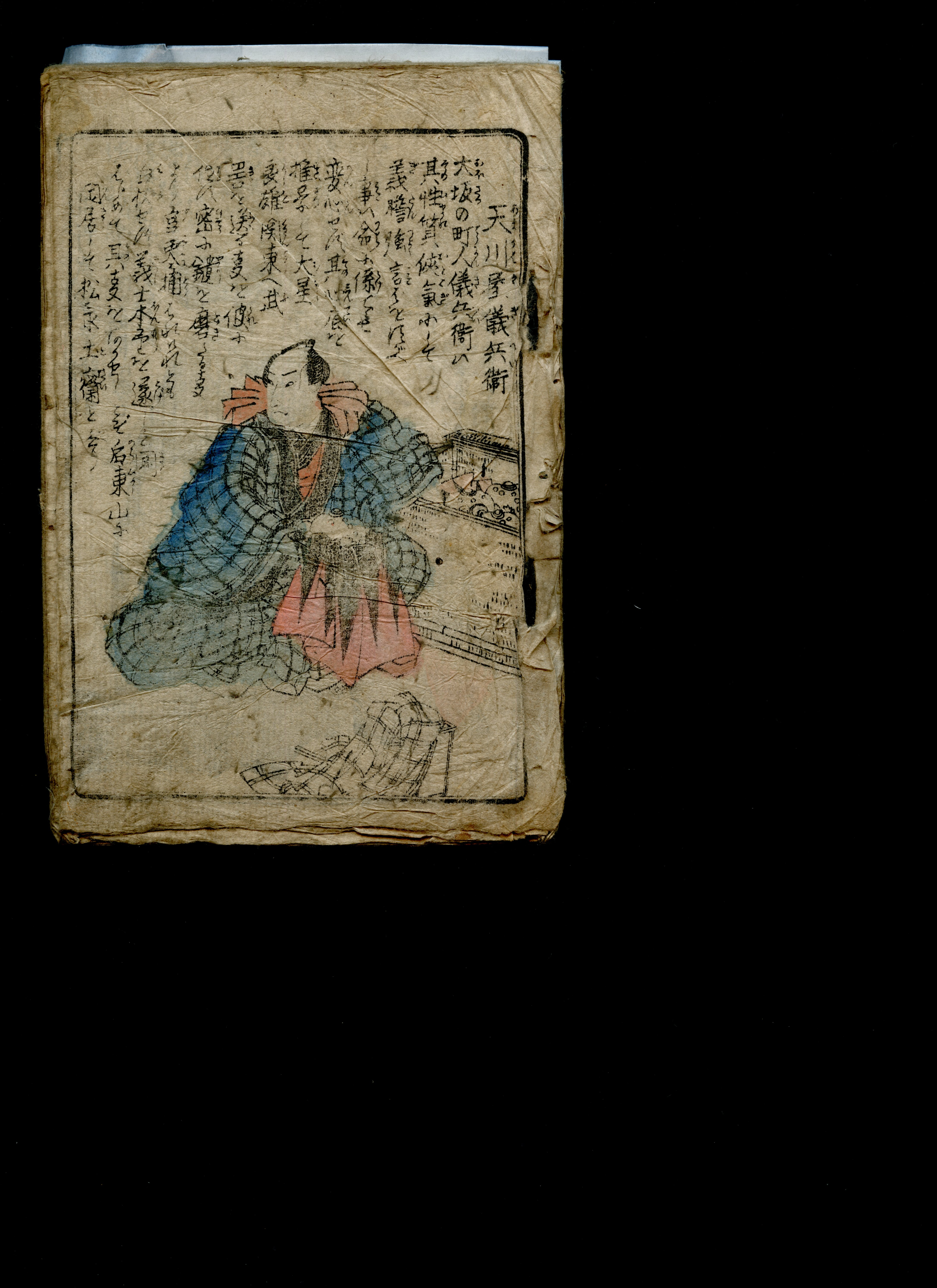
天川屋儀兵衛（歌川国芳画の『仮名手本忠臣蔵』の挿絵）

赤穂浪士の吉良邸討ち入り後、かなり早い時点から「天野屋」は赤穂義士に武器を支援した義商として英雄化された。

### 英雄化

#### 武器を支援した「天野屋」
討ち入り直後に書かれた加賀藩前田家家臣杉本義隣の『赤穂鐘秀記』に、「天野屋次郎左衛門」という大坂の商人が、赤穂義士のために槍の穂20本を密かに鍛冶に製作させたことが記される。これを怪しまれた天野屋は町奉行所の詮議に対して口を割らずついに投獄されたが、討ち入りの成功後にやっと大石の名を出した。町奉行は、天野屋が名主役を務めながら法を犯したことを咎めつつ、その心根は奇特であるとして、寛大な処分（大坂からの追放処分とするものの、家財や屋敷は妻子に下げ渡し、「通行中」に妻子に会うことは問題ないとした）を行った。天野屋は京都に移り住み「宗悟」と称したという。
赤穂浪士切腹から6年後の宝永6年（1709年）、津山藩士小川忠右衛門恒充によって書かれた『忠誠後鑑録或説』には、大坂の惣年寄である「天野屋理兵衛」が大石のために武器（袋槍数十本）を調達、町奉行松野河内守助義により捕縛され拷問にかけられたが口を割らなかったとする。討ち入り後に自白したこと以後は『赤穂鐘秀記』と同様の展開であるが、京都に移り「松永士斎」と称したとされる。
その後これを起源として各書に伝播していき、細部の描写が詳しくなっていった。寛延元年（1748年）初演の人形浄瑠璃『仮名手本忠臣蔵』（二代目竹田出雲・三好松洛・並木千柳の合作）で、天野屋の物語が題材として取り込まれた。赤穂事件を題材にした作品は『仮名手本忠臣蔵』以前にもあるが、天野屋の物語を取り入れたのは『仮名手本忠臣蔵』が初めてである。

#### 『仮名手本忠臣蔵』の「天川屋儀兵衛」

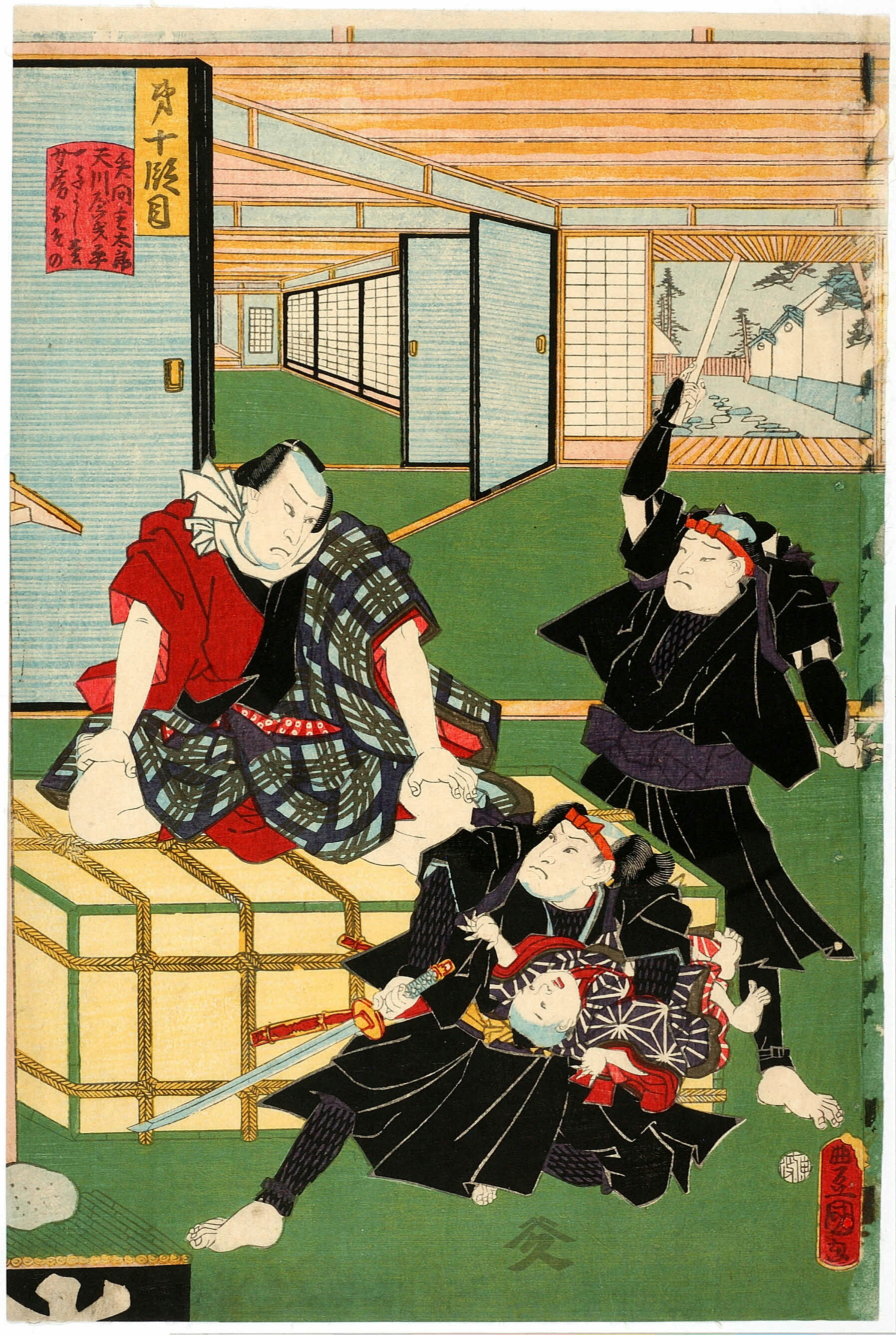
三代目歌川豊国（歌川国貞）画の『仮名手本忠臣蔵』十段目（1860年）。長持の上に天川屋義平が座りこむ。

『仮名手本忠臣蔵』では十段目に、堺の商人天川屋儀兵衛（あまかわや ぎへえ。屋号は天河屋、名は義平とも）が登場する。
天川屋儀兵衛は、自らが商人として成功したのは塩谷（塩冶）家の引き立てによるものと恩義を感じている人物であった。彼は町人であるために討ち入りに同行できないものの、由良之助たちのために依頼された武器の調達をするととに決意を固める。そのためには店や家族の犠牲もいとわず、秘密を守るために奉公人には暇を出し、妻は離縁する。天川屋に押し掛けた役人たちは儀兵衛の一人息子を人質に取り、子供の喉元に刃を突きつけて儀兵衛に長持の中身を自白させようとするが、儀兵衛は長持の上にどっかと座り込み取り調べを拒否、さらには自ら子供に手をかけようとすらする。この際「天川屋の儀兵衛は男でござるぞ、子にほだされ存ぜぬ事を存じたとは申さぬ」という科白を廻す。
『仮名手本忠臣蔵』十段目そのものの話の筋は評価が低く、上演されることも稀である。しかし、一介の商人（芝居を観る庶民にもっとも近い存在）でありながら武士にひけをとらぬ義侠心をあらわし、「討ち入りの功労者」「忠義者」として描かれた天河屋は、「男でござる」の台詞とともに庶民に愛された。
近代の忠臣蔵ブームを牽引した浪曲や講談でもシチュエーションを変えながら「男でござる」の台詞が、モデルとされた「天野屋利兵衛」の名で語られることとなった。

### 顕彰

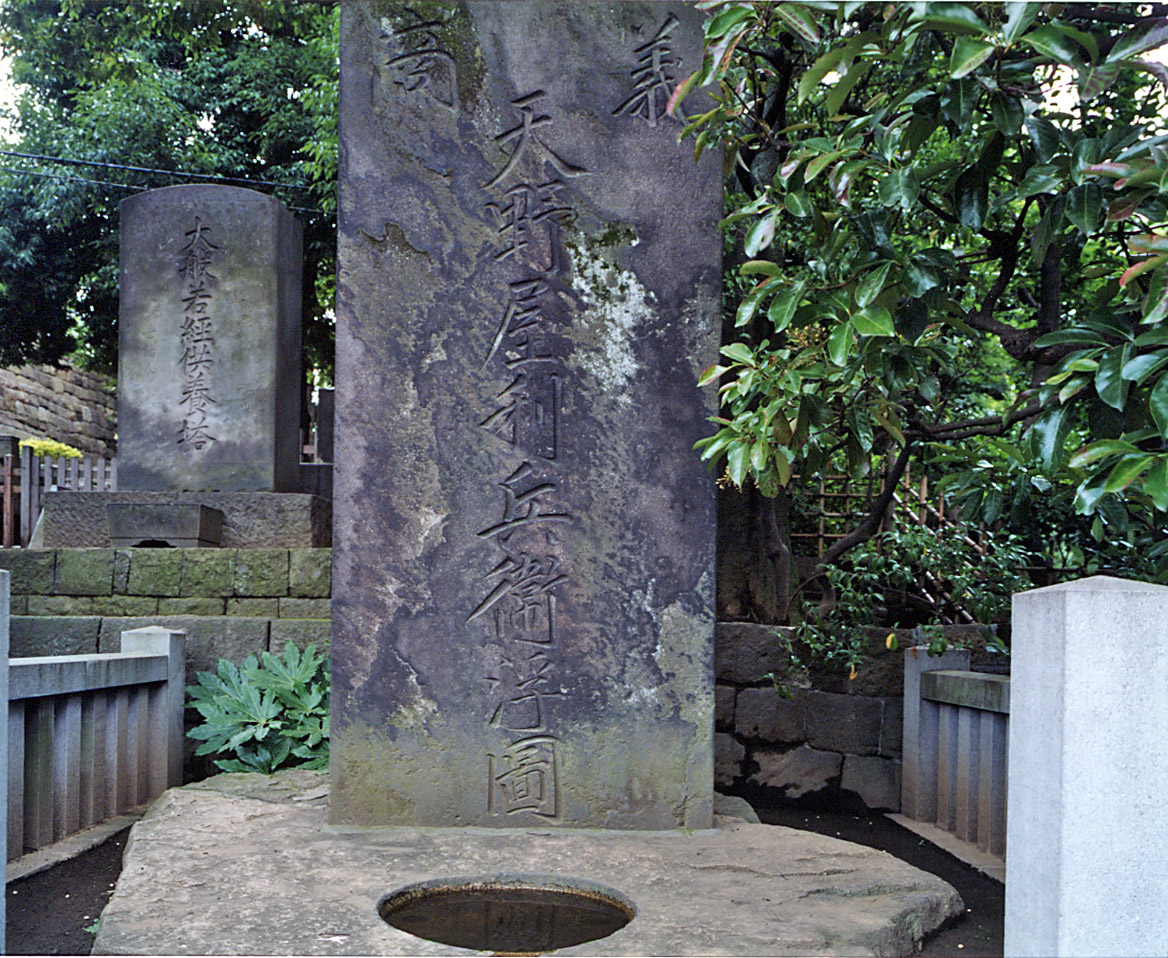
泉岳寺の「義商天野屋利兵衛浮図碑」

天野屋4代目の当主は、延享年間（1744年 - 1748年）に菩提寺である住吉の龍海寺に四十七士の墓を建立、51体（義士と浅野内匠頭・萱野三平・天野屋利兵衛）の木像と堂を寄進して祀った。龍海寺は明治期に廃寺となり、一運寺（大阪市住吉区住吉二丁目）に大石親子と寺坂の墓3基が移されて残る。木像は素封家の手を経て茶臼山観音寺に移されたが、第二次世界大戦の戦災で焼失した。
赤穂浪士の墓地がある東京都港区の泉岳寺には「義商天野屋利兵衛浮図碑」という石碑が建立されている。これは明治2年（1869年）に供養墓として作られたもので、義士の行動を天皇に対する「忠孝」と読み替えようとする風潮の中で建てられたものである。また、近代には忠臣蔵ブームとともに泉岳寺にある義士の墓のレプリカを作る動きが見られたが、その中には泉岳寺の義士墓に向かう参道入り口付近に立つ「天野屋利兵衛浮図碑」をも模しているものがある。福岡県福津市にある新泉岳寺、北九州市八幡西区の花尾山にある赤穂浪士の墓、福岡市南区の興宗寺にある四十七士の墓、北海道砂川市の北泉岳寺の赤穂浪士墓所などがその例である。
泉岳寺には1880年（明治13年）に入江長八によって作られた漆喰造の天野屋利兵衛像があり、港区の有形文化財に指定されている。
1935年（昭和10年）に設立された京都市山科区の大石神社には、末社として天野屋利兵衛を祀る「義人社」がある。
1939年（昭和14年）には、利兵衛の屋敷があった場所近く（大坂西町奉行所跡地の若宮稲荷神社。なお、赤穂事件当時に西町奉行所は別の場所にあった）に「義侠　天野屋利兵衛之碑」が建てられた。実業家・政治家の藤原銀次郎が関西財界に呼び掛けたもので、題字の揮毫は近衛文麿による。林学者の江崎政忠はこれに合わせ、1940年（昭和15年）に『天野屋利兵衛伝』を出版し、藤原が序を寄せた。江崎の著は従来の様々な作品を総合したもので、「歴史的に確実な史料」に欠けているとしながらも、利害得失を度外して信用と約束を守った商人として利兵衛を顕彰し、実業界の模範に示そうとするものである。「義侠　天野屋利兵衛之碑」背面には頼春水撰の天野屋利兵衛伝が漢文で記されている（碑文の揮毫は小倉正恒によるもの）が、戦後は「忠孝」宣揚がGHQによって否定される中で裏面碑文中央部は削除された。この碑は1965年に東横堀川沿いの現在地（大手橋と本町橋の中間）に移転した。

### 検討
後藤捷一は、北組惣年寄を務めていた実在の天野屋利兵衛の事績や、浪士の武器調達などについて論証し、「義商天野屋利兵衛」は架空の人物と論じた。
湯川敏男（大阪府立大学大阪検定客員研究員）は、「利兵衛の子孫」が義士顕彰に乗り出すことを示しつつ、「義商」天野屋利兵衛を「虚から実になった人物」と評している。

## 「義商天野屋利兵衛」のモデルに関する諸説

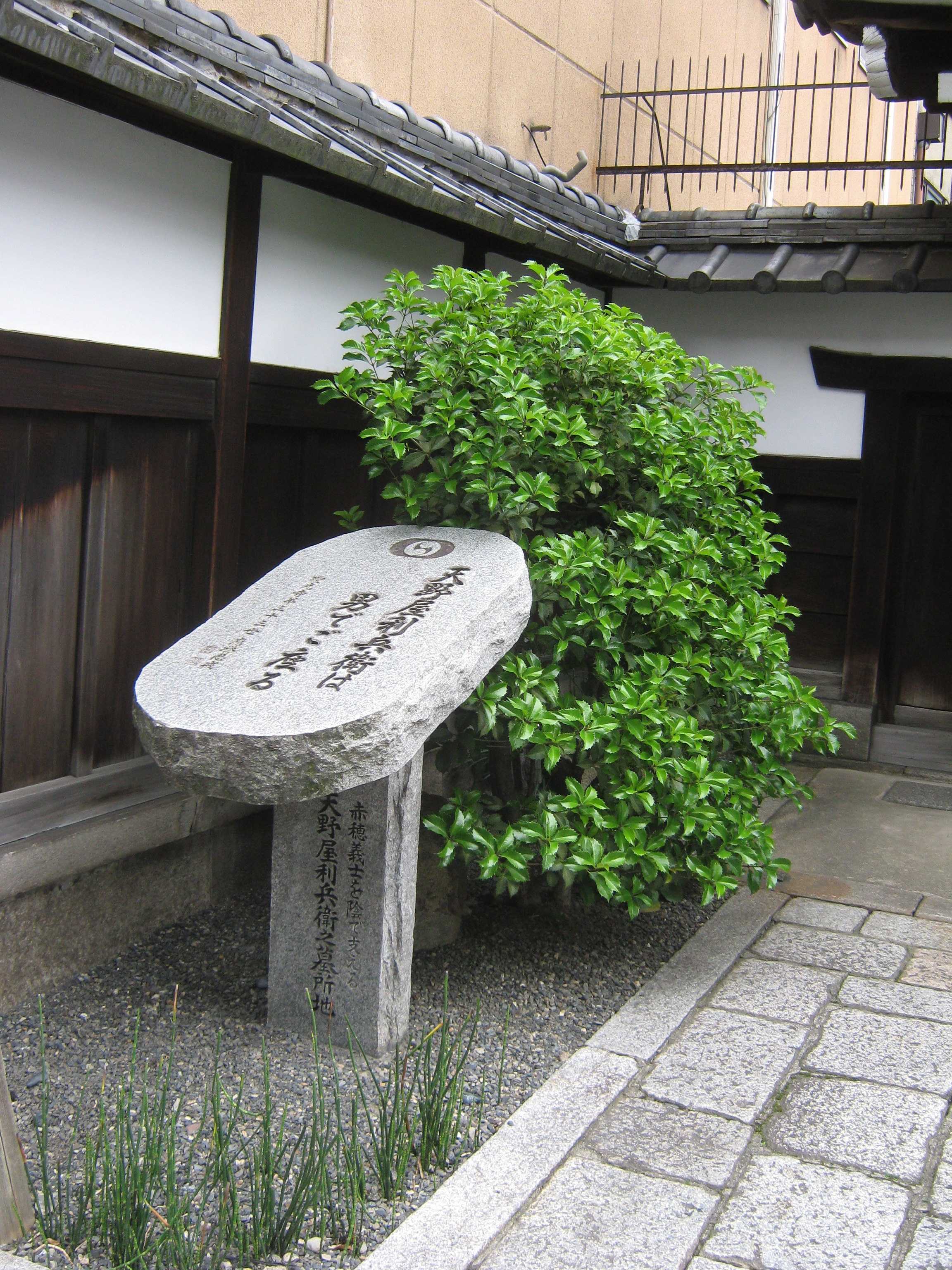
京都市下京区寺町通四条下ルの聖光寺

忠臣蔵の物語とともに「義商天野屋利兵衛」の物語が流布すると、そのモデルに関する主張も行われるようになった。湯川敏男は天野屋利兵衛・綿屋善右衛門・天川屋利兵衛を挙げ「天野屋利兵衛は3人いた」としている。

### 綿屋善右衛門
京都の呉服商で赤穂藩御用商人であった綿屋善右衛門好時（生年不詳 - 宝永5年（1708年））は、実際に赤穂浪士を支援した人物である。自邸に貝賀友信を住まわせているほか、大高忠雄に資金を貸した記録がある。
京都市下京区寺町通四条下ルの聖光寺には大石良雄の母（池田熊子）と綿屋善右衛門の墓があるが、同寺門前には「綿屋善右衛門好時（天野屋利兵衛）の墓がある」とする案内板と、「天野屋利兵衛は男でご座る」「赤穂義士を陰で支える天野屋利兵衛墓所之地」と記す石碑がある。

### 天川屋利兵衛
大坂・内淡路町で代々町年寄を務める商人であった天川屋利兵衛（寛文元年（1661年） - 享保3年（1718年））についても「天野屋利兵衛」のモデルという主張があるが、赤穂藩・赤穂浪士ともに関係を持っていない。大阪市中央区中寺一丁目の薬王院には天川屋利兵衛とその一族の墓がある。
薬王院には大高忠雄の墓もあるが、これは天川屋利兵衛の子孫によって建てられたものである。